# Онс
Онс (исп. Isla de Ons) — остров в Атлантическом океане, у северо-западного побережья Пиренейского полуострова, к западу от города Понтеведра. Закрывает с запада бухту Понтеведра, в которую впадает река Лерес. Принадлежит муниципалитету Буэу комарки Моррасо провинции Понтеведра в составе автономного сообщества Галисия в Испании. 
Остров расположен к югу от мыса Миранда и муниципалитета О-Грове, к юго-западу от Ноалья и Санхенхо, к северо-западу от мысов Коусо и Удра и муниципалитетов Буэу и Кангас. 
Вместе с островами Сальвора и Сиес входит в национальный парк «Атлантические острова Галисии», созданный в 2002 году. На острове находится маяк.
Плиний Старший упоминает остров под названием Ауний (лат. Aunios). Название острова на средневековой латыни — Aunes, от него произошло современное название Ons. В 899 году король Астурии Альфонсо III Великий подарил остров епископу Сантьяго-де-Компостелы.